# Darcy Rota
Pour les articles homonymes, voir Rota.
Darcy Irwin Rota (né le 16 février 1953 à Vancouver en Colombie-Britannique, Canada) est un joueur professionnel de hockey sur glace qui joua comme ailier gauche pendant onze saisons dans la Ligue nationale de hockey.

## Carrière de joueur
Repêché par les Black Hawks de Chicago 13e au total du repêchage amateur de la LNH 1973, l'as marqueur du junior ne tarda pas à s'imposer chez les pros lorsqu'il forma un trio avec Stan Mikita et Cliff Koroll. Il demeura un joueur consistant tout au long de son séjour chez les Hawks, séjour qui prit fin lorsqu'il fut cédé aux Flames d'Atlanta avec Ivan Boldirev et Phil Russell en retour de Tom Lysiak, Pat Ribble, Harold Phillipoff, Greg Fox et Miles Zaharko en 1979. Son passage à Atlanta ne dura qu'un peu plus d'une saison, les Flames l'échangeant avec Boldirev aux Canucks de Vancouver contre Don Lever et Brad Smith en 1980. Si Rota avait été un marqueur régulier de 20 buts ou plus lors de cinq de ses six premières saisons, il explosa littéralement avec les Canucks, établissant des sommets en carrière pour les buts, les passes et les points en 1982-1983 avec 42 buts et 39 aides.
Il connaissait une autre bonne saison l'an d'après lorsqu'une grave blessure au cou subie lors d'un match contre les Kings de Los Angeles ne le contraignit à prendre sa retraite.
Rota a été le directeur général de l'Express de Burnaby de la LHCB.

## Statistiques
| Saison     | Équipe                 | Ligue      |     | Saison régulière | Saison régulière | Saison régulière | Saison régulière | Saison régulière |    | Séries éliminatoires | Séries éliminatoires | Séries éliminatoires | Séries éliminatoires | Séries éliminatoires |
| Saison     | Équipe                 | Ligue      | PJ  | B                | A                | Pts              | Pun              | PJ               | B  | A                    | Pts                  | Pun                  |                      |                      |
| 1970-1971  | Oil Kings d'Edmonton   | LHOC       | 64  | 43               | 39               | 82               | 60               |                  |    |                      |                      |                      |                      |                      |
| 1971-1972  | Oil Kings d'Edmonton   | LHOC       | 67  | 51               | 54               | 105              | 68               |                  |    |                      |                      |                      |                      |                      |
| 1972-1973  | Oil Kings d'Edmonton   | LHOC       | 68  | 73               | 56               | 129              | 104              |                  |    |                      |                      |                      |                      |                      |
| 1973-1974  | Black Hawks de Chicago | LNH        | 74  | 21               | 12               | 33               | 58               | 11               | 3  | 0                    | 3                    | 11                   |                      |                      |
| 1974-1975  | Black Hawks de Chicago | LNH        | 78  | 22               | 22               | 44               | 93               | 7                | 0  | 1                    | 1                    | 24                   |                      |                      |
| 1975-1976  | Black Hawks de Chicago | LNH        | 79  | 20               | 17               | 37               | 73               | 4                | 1  | 0                    | 1                    | 2                    |                      |                      |
| 1976-1977  | Black Hawks de Chicago | LNH        | 76  | 24               | 22               | 46               | 82               | 2                | 0  | 0                    | 0                    | 0                    |                      |                      |
| 1977-1978  | Black Hawks de Chicago | LNH        | 78  | 17               | 20               | 37               | 67               | 4                | 0  | 0                    | 0                    | 2                    |                      |                      |
| 1978-1979  | Black Hawks de Chicago | LNH        | 63  | 13               | 17               | 30               | 77               | --               | -- | --                   | --                   | --                   |                      |                      |
| 1978-1979  | Flames d'Atlanta       | LNH        | 13  | 9                | 5                | 14               | 21               | 2                | 0  | 1                    | 1                    | 26                   |                      |                      |
| 1979-1980  | Flames d'Atlanta       | LNH        | 44  | 10               | 8                | 18               | 49               | --               | -- | --                   | --                   | --                   |                      |                      |
| 1979-1980  | Canucks de Vancouver   | LNH        | 26  | 5                | 6                | 11               | 29               | 4                | 2  | 0                    | 2                    | 8                    |                      |                      |
| 1980-1981  | Canucks de Vancouver   | LNH        | 80  | 25               | 31               | 56               | 124              | 3                | 2  | 1                    | 3                    | 14                   |                      |                      |
| 1981-1982  | Canucks de Vancouver   | LNH        | 51  | 20               | 20               | 40               | 139              | 17               | 6  | 3                    | 9                    | 54                   |                      |                      |
| 1982-1983  | Canucks de Vancouver   | LNH        | 73  | 42               | 39               | 81               | 88               | 3                | 0  | 0                    | 0                    | 6                    |                      |                      |
| 1983-1984  | Canucks de Vancouver   | LNH        | 59  | 28               | 20               | 48               | 73               | 3                | 0  | 1                    | 1                    | 0                    |                      |                      |
| Totaux LNH | Totaux LNH             | Totaux LNH | 794 | 256              | 239              | 495              | 973              | 60               | 14 | 7                    | 21                   | 147                  |                      |                      |